# F-06C
F-06C（エフ ゼロ ろく シー）は、富士通によって開発された、NTTドコモによるExpressCard型としては初の第3.9世代移動通信システム、Long Term Evolution (LTE) 通信サービスXi（クロッシィ）およびFOMAハイスピードに対応したデータ通信端末である。

## 概要
通信速度は受信最大75Mbps、送信時最大25Mbpsの通信が可能であるほか、FOMAハイスピード、GPRSにも対応しており、WORLD WING（3G＋GPRS）を使うことで海外でも高速通信の利用が可能となる。
PCスロットに挿入するためのアダプタも用意されており、PCMCIAスロットのあるパソコンでも利用が可能となる。
F-06Cをパソコンに接続するだけで接続ソフトや通信ドライバーをインストールすることが可能となる。

## 歴史
- 2010年11月8日 - F-01C・F-02C・F-03C・F-04C・F-05C・F-06C・L-01C・L-02C・L-03C・Optimus chat L-04C・N-01C・N-02C・N-03C・P-01C・P-02C・P-03C・SH-01C・SH-02C・LYNX 3D SH-03C・SH-04C・SH-05C・SH-06C・ブックリーダー SH-07C・TOUCH WOOD SH-08C・REGZA Phone T-01C・HW-01C・BlackBerry Curve 9300・フォトパネル03の開発並びに一部機種の発売を発表。
- 2011年4月30日 - 発売開始予定。